# Johann Matthias Dreyer
Johann Matthias Dreyer (* 16. Februar 1717 in Hamburg; † 20. Juni 1769 ebenda) war ein deutscher Schriftsteller, Journalist und diplomatischer Agent.

## Leben und Wirken
Johann Matthias Dreyer wurde als Sohn eines reichen Kaufmanns in Hamburg geboren. Sein Vater namens Johann Martin Dreyer war verheiratet mit Helene Sabina, geborene (von) Bachmair. Dreyer, der als Heranwachsender als klein, verwachsen und schmächtig galt, absolvierte ab November 1732 die Gelehrtenschule des Johanneums und ging anschließend an die Universität Leipzig. Das gewählte Studienfach Rechtswissenschaft vernachlässigte er zugunsten der Schönen Wissenschaften. Nachdem er das Studium ohne Abschluss beendet hatte, lebte er von 1741 bis 1745 in Berlin, wo er sich mit Jacob Friedrich Lamprecht anfreundete, mit dessen Unterstützung er versuchte, eine Anstellung am Hof von Friedrich II. zu bekommen, was ihm jedoch nicht gelang. Anschließend arbeitete er als Sekretär von Christian Ludwig II., reiste nach England und kehrte in seine Geburtsstadt zurück, wo er als Journalist und Schriftsteller arbeitete.
Im Januar 1753 übernahm Dreyer eine Stelle als Depeschen-Sekretär bei Georg Ludwig von Schleswig-Holstein-Gottorf und wurde zum diplomatischen Agenten des Bischofs Friedrich Augusts ernannt. Diese Tätigkeiten mit Amtssitz in Hamburg verbesserten Dreyers bis dahin prekäre finanzielle Lage. Während seiner Dienstzeit verfasste er regelmäßig Berichte, die er an seinen Vorgesetzten Matthias Andreas Alardus nach Eutin schickte und die einen vielschichtigen Eindruck der Verhältnisse in Hamburg zu jener Zeit vermittelten. 1756 freundete er sich mit Friedrich Gottlieb Klopstock an, für dessen Werke er jedoch wenig lobende Worte fand. Im selben Jahr machte er Bekanntschaft mit Gotthold Ephraim Lessing, den er sehr bewunderte.
Aufgrund seiner Publikationen, in denen er den als Aufklärungsgegner bekannten Hauptpastor Johann Melchior Goeze kritisierte, geriet Dreyer wiederholt in Konflikte. Der Rat der Stadt Hamburg kritisierte am 30. Oktober 1761 Dreyers Schriften als gotteslästerlich, nannte Dreyers dabei jedoch nicht explizit als Autor. Der Rat verhängte ein Verbreitungsverbot und kündigte für den Fall weiterer Publikationen Geld- und Freiheitsstrafen an. 1763 erfolgte eine Anzeige gegen Dreyer als mutmaßlichen Verfasser der Schriften, die jedoch folgenlos blieb. Im selben Jahr gab Dreyer anynom Schöne Spielwerke beym Wein, Punsch, Bischof, und Krambambuli, in Hamburg heraus. Es handelte sich um 216 Sinn- und Trinksprüche, die Dreyer nicht allein verfasst hatte und die überregional großen Anklang fanden. Johann Melchior Goeze intervenierte daraufhin beim Rat der Stadt Hamburg. Er nahm unter anderem Anstoß an dem Vers „Trinkt hier, soviel ihr könnt, thut, was das Fleisch euch heißt;/ Dort habt ihr keinen Durst, dort seyd ihr lauter Geist.“ Der Hamburger Rat beschloss daraufhin am 14. September 1763, dass ein Henker die Schrift zerreißen solle. Die Reste der Sammlung sollten auf dem sogenannten „ehrlosen Block“ angezündet werden. Der Rat nahm dabei Rücksicht auf Georg Ludwig von Schleswig-Holstein-Gottorf, der Dreyer als seinen Angestellten und auch dessen Tätigkeiten als Autor und Herausgeber geschützt hatte und fasste den Beschluss erst, nachdem von Schleswig-Holstein-Gottorf verstorben war.
Nachdem der Rat der Stadt Hamburg Dreyer am 16. September 1763 ausgewiesen hatte, ging dieser nach Holstein, wo er als Sekretär in Kiel und Eutin arbeitete. Er bat mehrfach darum, nach Hamburg zurückkehren zu dürfen, fand jedoch kein Gehör. Nachdem sich Caspar von Saldern für ihn eingesetzt hatte, konnte Dreyer 1766 in seine Geburtsstadt zurückkehren. Dabei sagte er zu, nicht weiter zu publizieren, woran er sich jedoch nicht hielt. Stattdessen schrieb er satirische Texte, für die er sofort kritisiert wurde. Die Beiträge erschienen in der moralischen Wochenschrift Beytrag zum Nachtische, deren Herausgeber Dreyer von November 1766 bis Mai 1767 war.
Johann Matthias Dreyer war verheiratet mit Anna Cecilia, geborene Meese. Sie hatten eine gemeinsame Tochter, die 1769 17 Jahre alt war. Dreyer starb nach längerer Krankheit im Juni 1769. Die Beisetzung erfolgte in einem Erbbegräbnis in der Hauptkirche Sankt Katharinen, das sein Freund Albert Wittenberg zur Verfügung gestellt hatte.

## Werke
Johann Matthias Dreyer schrieb ab 1740 zahlreiche Gedichte, die er einmaligen Anlässen widmete und mit denen er sein karges Einkommen zu verbessern versuchte. Außerdem übersetzte und publizierte er mehrere Stücke, die auf Bühnen aufgeführt wurden und zu denen er mitunter eigene Vorworte verfasste. Mehrere seiner Gedichte sind in Georg Philipp Telemanns Liederzyklus 24 theils ernsthafte, theils scherzende Oden zu finden. Von 1748 bis 1759 war Dreyer Herausgeber der wöchentlich erscheinenden Neue Beiträge zum Vergnügen des Verstandes und Witzes (Bremer Beiträge). Dreyers schrieb für viele wöchentlich und monatlich publizierte Werke. Dazu gehörten die Poetischen Gedanken von Politischen und Gelehrten Neuigkeiten, die von Wilhelm Adolf Paulli herausgegeben wurden und mit dem Dreyer befreundet war.
Gemeinsam mit Georg Schade, der Königlicher Ober- und Landesgerichtsadvokat in Altona war, veröffentlichte Dreyer 1759 Staats- und Gelehrte Neuigkeiten. Für die Zeitung, die viermal wöchentlich erschien, schrieb Dreyer eigene Gedichte. Oberpräsident Henning von Qualen erteilte dem Dichter eine Rüge aufgrund der Texte, die sinnliche Genüsse lobten. Nachdem in der Zeitung kritische Texte über den Herzog von Richelieu erschienen waren, erwirkte ein französischer Agent in Kopenhagen, dass die Zeitung im Oktober 1759 eingestellt werden musste. Dreyer hielt sich nicht an das Verbot, sondern gab die Zeitung fortan gemeinsam mit Johann Christoph Brandes handschriftlich heraus und sandte sie an mehrere Höfe. Auch diese Zeitung wurde schnell verboten.
In den Folgejahren schrieb Dreyer regional und überregional und geriet aufgrund seiner Veröffentlichungen in viele Streitigkeiten. Seine handschriftlichen Publikationen über Hamburger Politiker und Persönlichkeiten verbreiteten sich in Hamburger Kaffeestuben und Weinhäusern und wurden schnell vervielfältigt. Nach seinem Tod gab die Witwe Anna Cecilia 1771 eine Sammlung der von Dreyer verfassten Gedichte heraus.